# Albert-Louis Chappuis
Albert-Louis Chappuis, né le 5 mars 1926 à Vulliens et mort le 26 juin 1994 à Lausanne, est un écrivain et éditeur vaudois.

## Biographie
Fils d'agriculteur, il reprend le domaine familial qu'il modernise et dont il triplera la superficie grâce à ses revenus d'éditeur. Très vite, il prend la plume à ses heures perdues et fonde les Éditions Mon Village puisque aucun éditeur ne veut publier son manuscrit de La moisson sans grain en 1955. Il vend ses ouvrages par correspondance via à un système de souscription et le succès est présent grâce à la cohérence thématique des romans s'inspirant du terroir et de la condition paysanne. 
Albert-Louis Chappuis lance un concours du « roman du terroir », le catalogue s'étoffe et d'autres auteurs arrivent tel que André Besson (de France voisine), Bernard Clavel et Urbain Olivier. 